# أوليفيا روجرز
أوليفيا مولي روجرز (بالإنجليزية: Olivia Rogers)‏ (ولدت في 17 مارس 1992) عارضة أزياء وحاملة لقب ملكة جمال أسترالية بعدما توجت بمسابقة ملكة جمال كون أستراليا 2017، وسوف تمثل أستراليا في ملكة جمال الكون 2017.

## روابط خارجية
- موقع ملكة جمال كون أستراليا الرسمي